# Incognito (film 2009)
Incognito è un film del 2009 diretto da Éric Lavaine.
La pellicola è sceneggiata dal regista in collaborazione con Hector Cabello Reyes e Bénabar.

## Trama
Lucas, giovane controllore operante sulle linee parigine, scopre per caso un libretto contenente testi e accordi di alcune canzoni inedite che ritiene abbia scritto il suo amico Thomas negli anni in cui suonavano insieme in alcuni locali della capitale francese con una band di mediocre successo. Poiché crede che Thomas sia morto da anni, Lucas decide di sfruttare questo libretto per diventare un cantante di successo. Per caso un giorno incontra Thomas, appena tornato dall'India dove vive ormai da dieci anni. Cominciano a rifrequentarsi ma Lucas cerca maldestramente di nascondere il suo successo all'amico per non dover ammettere di aver sfruttato le sue canzoni. Si scoprirà invece che le canzoni erano in realtà state scritte da un altro componente della vecchia band, morto davvero, che si rivelerà essere ancora fonte di ispirazione per i successivi dischi di Lucas.